# Lutz Wicke
Lutz Wicke (* 23. April 1943 in Herrnhut, Sachsen; † 14. Juni 2017 in Berlin) war ein deutscher Umweltökonom, Hochschullehrer und Staatssekretär des Landes Berlin. Längere Zeit war er auch Mitarbeiter des deutschen Umweltbundesamtes.

## Leben und Wirken
Lutz Wicke wuchs in Obercunnersdorf auf, wo sein Vater Hans Wicke Teilhaber einer Weberei war. Wegen der privatwirtschaftsfeindlichen Politik der Regierung verließ die Familie 1955 die DDR. Die folgenden drei Jahre besuchte Wicke ein evangelisches Schülerheim in Korntal, 1958 folgte ein Wechsel aufs Gymnasium in Backnang, das er 1963 mit dem Abitur abschloss. Ein Klassenkamerad dort war der spätere baden-württembergische Wirtschaftsminister Dieter Spöri. Nach zwei Jahren Wehrdienst, während dessen er der CDU beitrat, studierte Wicke von 1965 bis 1972 Wirtschaftsingenieurwesen an der Technischen Universität Berlin, wo er sich auf Technische Chemie spezialisierte. In dieser Zeit wirkte er als Pressesprecher des RCDS. 1972 schloss er das Studium als Diplom-Ingenieur ab. Von 1973 bis 1978 war er wissenschaftlicher Mitarbeiter am Institut für Volkswirtschaftslehre der TU Berlin. 1975 promovierte er an der TU Berlin mit einer Arbeit über Vermögensverteilung und schleichende Inflation. 1982 habilitierte er sich ebenfalls an der TU Berlin (kumulativ mit mehreren wissenschaftlichen Aufsätzen und dem gemeinsam mit Horst Mierheim verfassten Buch Die personelle Vermögensverteilung in der Bundesrepublik Deutschland) und wurde zum Privatdozenten ernannt.
Von 1978 bis 1991 war er Mitarbeiter des deutschen Umweltbundesamtes, wo er ab 1983 Wissenschaftlicher Direktor war. Im selben Jahr wurde er zum außerplanmäßigen Professor für Wirtschaftspolitik und Umweltökonomie an der TU Berlin ernannt. 1981 erschien die erste Auflage seines Lehrbuches Umweltökonomie, welches mehrere überarbeitete Neuauflagen erlebte. 
1991 schied er aus dem Umweltbundesamt aus, um im Land Berlin Staatssekretär beim Senator für Stadtentwicklung und Umweltschutz zu werden, was er bis 1996 blieb. In dieser Funktion entwarf er das Konzept der Energiesparpartnerschaften und war (in Vertretung seines Senators) regelmäßiger Teilnehmer der Umweltministerkonferenz. Anschließend arbeitete er als Berater und Dozent. 1997 wurde er an der TU Berlin zum Professor für Volkswirtschaft, Schwerpunkt Umweltökonomie ernannt. Seit 1996/97 war er Professor an der privaten Europäischen Wirtschaftshochschule in Berlin, der ESCP Europe Business School. Dort war er Direktor des Instituts für Umweltmanagement.
Wicke veröffentlichte zahlreiche teilweise auch populärwissenschaftliche Bücher und Aufsätze zu Themen der Umweltökonomie, des Verhältnisses von Umweltschutz und Wirtschaftswachstum und zu Problemen des Klimaschutzes. Dem Kyoto-Klimaschutzabkommen und dessen Pariser Nachfolger stand er skeptisch gegenüber, da diese seiner Meinung nach den notwendigen Klimaschutz nicht gewährleisten konnten. Wicke forderte in seinen Werken u. a. eine weltweite Emissionsbegrenzung und gleiche Emissionsrechte für alle.
Lutz Wicke war seit 1968 verheiratet und hatte drei Kinder. Seit seinem Studium lebte er in Berlin, 1989 wurde er Mitglied des dortigen Lions Clubs. Sein Grab befindet sich auf dem Friedhof St. Barbara in Obercunnersdorf.

## Preise und Auszeichnungen (Auswahl)
- 1987 Theodor-Heuss-Preis, mit Ralf-Dieter Brunowsky für das Buch Der ÖKO-Plan

## Veröffentlichungen (Auswahl)
- mit Markus C. Schulte von Drach: Die Energiewende-Wende : mehr Klimaschutz, aber sozial- und wirtschaftsverträglich, herausgegeben von Georg Winter, Haus der Zukunft, Wachholtz, Neumünster/Hamburg 2013, ISBN 978-3-529-05395-5.
- Umweltökonomie und Umweltpolitik, Deutscher Taschenbuch-Verlag, München 1991, (dtv; 5828) Beck-Wirtschaftsberater, ISBN 3-423-05828-5.
- unter Mitarbeit von Lieselotte Blenk: Umweltökonomie. Eine praxisorientierte Einführung 4. Auflage, Vahlen, München 1993, Reihe: Vahlens Handbücher der Wirtschafts- und Sozialwissenschaften, ISBN 3-8006-1720-X.
- mit Thomas de Maizière und Lothar de Maizière: Öko-soziale Marktwirtschaft für Ost und West: der Weg aus Wirtschafts- und Umweltkrise, Deutscher Taschenbuch-Verlag, München 1989,  ISBN 3-42305-8099.
- mit Jochen Hucke: Der ökologische Marshallplan, Frankfurt/Main; Ullstein, Berlin 1989, ISBN 3-550-06434-9.
- mit Ralf-Dieter Brunowsky: Der ÖKO-Plan. Durch Umweltschutz zum neuen Wirtschaftswunder, Piper, München/Zürich 1984, ISBN 3-492-02922-1.
- Vermögensverteilung und schleichende Inflation. Eine Analyse der Begünstigung bzw. Benachteiligung verschiedener sozioökonomischer Gruppen durch Wertveränderungen des bestehenden Vermögens infolge schleichender Inflation in d. Bundesrepublik Deutschland. Hain, Meisenheim 1975, ISBN 3-445-01313-6.